# Mara (filme)
Mara (bra: O Demônio do Sono) é um filme de terror norte-americano dirigido por Clive Tonge e estrelado por Olga Kurylenko. Seu lançamento nos Estados Unidos aconteceu no dia 7 de setembro de 2018.

## Elenco
- Olga Kurylenko como Kate
- Javier Botet como Mara
- Mackenzie Imsand como Sophie
- Rosie Fellner como Helena
- Craig Conway como Dougie
- Jacob Grodnik como Josh
- Kathy McGraw como Alicia
- Lance E. Nichols como McCarthy
- Melissa Bolona como Carly
- Mitch Eakins como Martin Ellis